# Viktor von Maydell
Viktor Karl Jakob Baron von Maydell (* 16./28. August 1838 in Hapsal; † 27. Januar 1898 in Stuttgart) war ein deutsch-baltischer Eisenbahningenieur und Stadthaupt (Oberbürgermeister) von Reval.

## Leben
Maydell studierte 1858 zunächst ein Semester in Heidelberg, dann 1858 bis 1862 Ingenieurwissenschaften am Polytechnikum in Zürich, wo er das Examen als Diplom-Ingenieur ablegte. In Zürich gehörte er zu den Stiftern des Corps Baltica. Nach seiner Rückkehr nach Russland trat er in die Eisenbahnverwaltung ein und war zwischen 1863 und 1872 Sektionsingenieur der Strecke Odessa–Terespol der Odessaer Bahn sowie Abteilungsingenieur an der Elisawetgrad–Krementschug und Krementschug–Charkower Bahn. 1872/73 war er selbständiger Leiter der Bahnbauten an der Bahnstrecke Snamenka–Nikolajew. Danach ließ er sich wieder in seiner Heimat Estland nieder, wo er bei Reval das Gut Wiems kaufte. Ab 1877 war er Hausbesitzer und Stadtverordneter in Reval, ab 1880 Stadtrat. 1883 wurde er Gehilfe des Stadthaupts und 1885 bis 1893 war er selbst Stadthaupt der Stadt. Aus gesundheitlichen Gründen verließ er Reval und ließ sich mit seiner Familie in Stuttgart nieder, wo er im Januar 1898 starb.